# Умнгени
Община Умнгени (на африканс uMngeni) е община в окръг Умгунгундлову, провинция Квазулу-Натал, Република Южна Африка, с площ 1566 км².

## Население
73 896 (2001)

## Расов състав
(2001)
- 54 964 души (74,4%) – чернокожи
- 13 945 души (18,9%) – бели
- 3971 души (5,4%) – азиатци
- 1020 души (1,4%) – цветнокожи